# Tobias Preisig

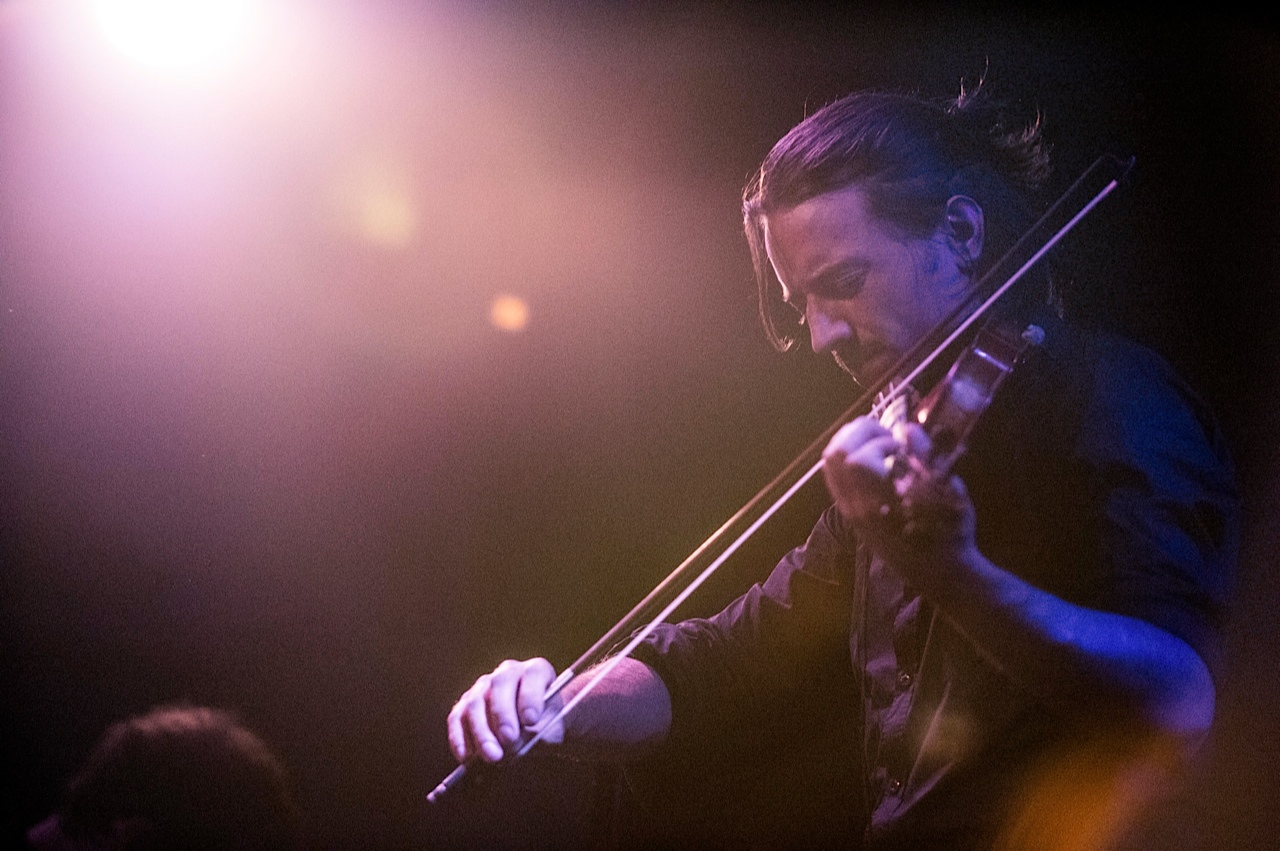
Tobias Preisig

Tobias Preisig (* 18. September 1981 in Zürich) ist ein Schweizer Violinist und Komponist. Er lebt in Zürich und Berlin.

## Leben und Wirken
Preisig wurde mit 17 Jahren als erster Geiger an der Swiss Jazz School in Bern aufgenommen. Er trat mit dem Swiss Youth Jazz Orchestra auf, bevor er sein Musikstudium an der New School in New York fortsetzte. Nach einer Europatournee mit dem European Youth Jazz Orchestra 2003 absolvierte er 2004 bis 2007 ein Studium der Klassischen Violine an der Zürcher Hochschule der Künste. Darauf folgten Auftritte und Zusammenarbeiten mit u. a. George Gruntz, Luciano Biondini, Thomas Demenga, Daniel Schnyder sowie Konzerte am Montreux Jazz Festival (2008) und am Jazz Festival Willisau. Bis 2012 war er Mitglied des Kaleidoscope String Quartet, mit dem er im selben Jahr den ZKB Jazzpreis errang; auch gehörte er zu Albin Bruns Alpin Ensemble.
Neben seinem Quartett war Preisig ebenfalls in Tourneen mit der neuen Band von Dieter Meier involviert und bildete mit dem Schweizer Sänger Christian Zehnder ein Duett. 2013 gründete er mit dem Schlagzeuger Alessandro Giannelli die Band Egopusher Tourneen führten die Band durch Deutschland, China, Frankreich, Belgien und der Schweiz. Neben Egopusher spielt er Konzerte mit Levitation, einem Kirchenorgel Duo mit Stefan Rusconi. Ausserdem tritt er mit dem Cinematic Orchestra sowie mit Colin Stetson „Sorrow“ auf. 

### Tobias Preisig Quartett

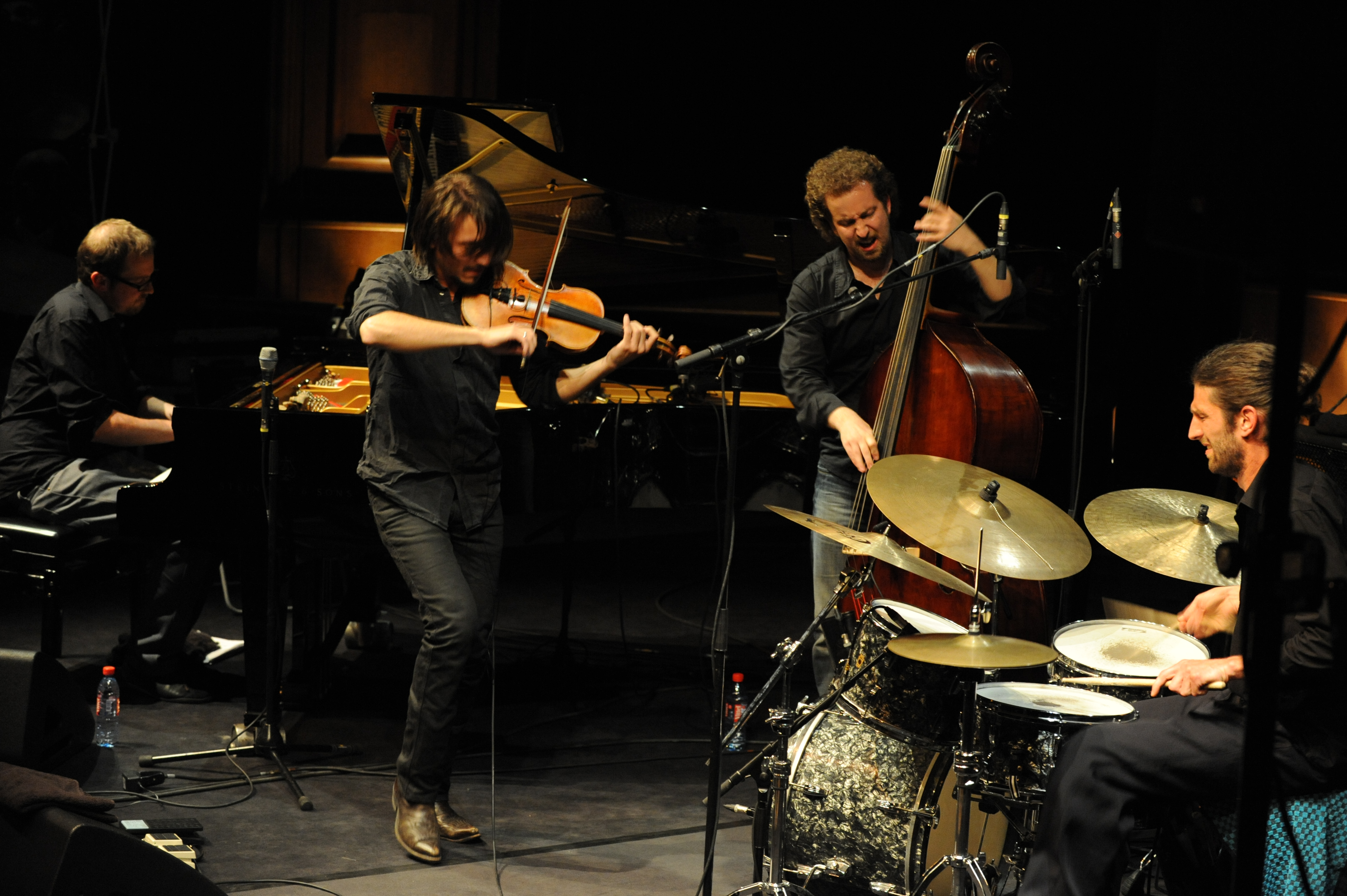
Tobias Preisig Quartett

Das Quartett mit Pianist Stefan Aeby, Bassist André Pousaz und Schlagzeuger Michi Stulz wurde 2009 gegründet. Seither hat die Band drei Alben herausgegeben: 2014 Drifting (Traumton), 2012 In Transit (Traumton) sowie zuvor Flowing Mood (ObliqSound, 2010). Das Repertoire der Alben wurde bei Konzerten in der Schweiz, in Deutschland und in Frankreich vorgestellt, etwa beim Cully Jazz Festival, dem Schaffhausen Jazz Festival sowie Basel Off Beat. Nach dem Release des zweiten Albums In Transit tourte das Quartett durch Deutschland, Österreich, die Schweiz sowie durch Japan und China wo die Tour schliesslich am Jazz Festival in Shanghai endete. Es folgte das dritte Album Drifting, welches erneut beim Berliner Label Traumton erschienen ist. Die darauf folgende Tournee brachte die Band u. a. auf Festivals wie das London Jazz Festival, Tokyo Jazz Festival oder Jarasum in Südkorea.

## Preise und Auszeichnungen
Preisig wurde mit Generations (Frauenfeld) 1998 ausgezeichnet. Er erhielt 2005 für ein Soloprojekt den Kulturförderungspreis des Kantons Appenzell sowie 2011 das Werkjahr der Stadt Zürich. 2013 wurde das Tobias Preisig Quartett mit der „High Priority Jazz Promotion“ der Schweizer Kulturstiftung Pro Helvetia bedacht. 2015 erhielt er vom Popkredit der Stadt Zürich einen 6-monatigen Atelieraufenthalt in Berlin.

## Diskographische Hinweise
- Flowing Mood (ObliqSound 2010)
- In Transit (Traumton 2012)
- Drifting (Traumton 2014)
- Levitation (Qilin Records 2016)
- Egopusher (EP, Qilin Records 2016)